# Pimeliet
Het mineraal pimeliet is een gehydrateerd nikkel-fylosilicaat met de chemische formule Ni3Si4O10(OH)2•4(H2O). Het mineraal behoort tot de smectietgroep, een groep van kleimineralen. 

## Eigenschappen
Het lichtgroen, geelgroen tot smaragdgroene pimeliet heeft een wit tot vaalgroene streepkleur, een was tot aardeglans en een perfecte splijting volgens kristalvlak [0001]. De gemiddelde dichtheid is 2,68 en de hardheid is 2,5. Het kristalstelsel is hexagonaal en het mineraal is niet radioactief.

## Naam
De naam van het mineraal pimeliet is afgeleid van het Griekse woord voor "vet" en zo genoemd vanwege de verschijning van het mineraal.

## Voorkomen
Pimeliet komt veel voor als verweringsproduct van serpentinieten en dunieten. De typelocatie is nabij Kosemutz, Frankenstein, Neder-Silezië, Polen.
Pimeliet wordt verder gevonden in de Cerro Matosomijn in Montelíbano, Colombia.